# Marius Iordache
Marius Sandu Iordache (Craiova, 8 ottobre 1978) è un ex calciatore rumeno, di ruolo difensore.